# Justin Darlington
Justin „JusFly” Darlington (ur. 23 czerwca 1988) – kanadyjski koszykarz jamajskiego pochodzenia, specjalizujący się w wykonywaniu wsadów do kosza (tzw. dunker),  uważany za jednego z czołowych specjalistów w tej konkurencji, trenujący w przeszłości także skok wzwyż oraz trójskok, zwycięzca wielu międzynarodowych konkursów wsadów, dwukrotny zwycięzca konkursów, decydujących o tytule najlepszego dunkera świata.
Jest twórcą kilku nowych wsadów w kosza jak: pod obiema nogami (under both legs dunk) czy 360 pod obiema nogami (360 under both legs). Jest jedynym na świecie dunkerem wykonującym wsady o nazwach cartwheel between the legs i cartwheel under both legs.  
W 2008 został triumfatorem konkursu wsadów podczas meczu gwiazd francuskiej ligi LNB. Rok później także wystąpił w tej imprezie, zwycięzcą został wtedy Kevin „Golden Child” Kemp. W 2009 zwyciężył w konkursie zorganizowanym przez klub NBA Toronto Raptors – Raptors Slamdunk Contest.
W 2010 zwyciężył w Midnight Madness Dunk Conest, który odbył się w Londynie, w finale pokonał Guya Dupuya.
W 2011 wygrał World Dunk Contest podczas turnieju koszykarskiego Sports Arena Streetball, rozgrywanego w Rumunii, zdobywając tym samym tytuł najlepszego dunkera świata.
W 2012 zmierzono mu wyskok – wynik to prawie 127 cm. Wygrał wtedy The Nike+ Basketball Dunk Showcase w Waszyngtonie, gdzie sędziami byli LeBron James, Anthony Davis oraz Diana Taurasi. Zwyciężył także podczas konkursu rozgrywanego w Paryżu, w ramach turnieju koszykówki ulicznej Quai 54. Najlepszy okazał się również podczas Moscow Open.
W 2013 wygrał konkurs wsadów – Beko BBL Slam Dunk Contest, rozegrany podczas meczu gwiazd Niemieckiej Ligi Koszykówki BBL. W czerwcu po raz drugi w karierze zdobył tytuł najlepszego dunkera świata, wygrywając konkurs World King of Dunk, podczas 3×3 EuroTour Wizz Air Sport Arena Streetball w Bukareszcie. Podczas jednego z wsadów przeskoczył nad byłym zawodnikiem NBA, mierzącym 207 cm Jorge Garbajosą. W konkursie wzięli też udział Kristaps Dārgais z Łotwy, Aleksander Shaligin z Rosji i Porter Maberry z USA.
Przez dwa lata z rzędu (2013, 2014) triumfował w Sprite Kings Of Air Slam Dunk Contest, rozgrywanym w Rydze. W 2014 wygrał konkurs Prague Masters oraz KICKZ Shutupandplay w Berlinie. 
W 2015 zaliczył zwycięstwo w Mexican Masters.
W lipcu 2017 zwyciężył w konkursie podczas turnieju FIBA 3x3 World Tour Saskatoon Masters w Lublanie.
W 2017 wystąpił w amerykańskiej produkcji – Slamma Jamma, gdzie zagrał rolę dunkera o ksywie Jammer.
Reprezentował w przeszłości grupę dunkerską Team Flight Brothers. Obecnie reprezentuje Dunk Elite.